# IBM Sequoia
Sequoia è un supercomputer Blue Gene/Q di classe petascale che IBM sta costruendo per la National Nuclear Security Administration come componente dell'Advanced Simulation and Computing Program (ASC). Il piano di sviluppo prevedeva la messa in servizio per il 2011 presso i Lawrence Livermore National Laboratory per poi diventare pienamente operativo nel giugno 2012. Il sistema è stato annunciato alla stampa nel febbraio 2009 e l'obiettivo è sviluppare un sistema in grado di sviluppare 20 PetaFLOPS. Il sistema dovrebbe avere una potenza doppia rispetto al sistema Pleiades, un supercomputer che SGI sta sviluppando presso i NASA Ames Research Center.

## Dawn
IBM ha sviluppato un prototipo chiamato "Dawn", un sistema basato sull'architettura Blue Gene/P in grado di sviluppare 500 TeraFLOPS. Il sistema è stato sviluppato per valutare alcune scelte architetturari da utilizzare per la costruzione del sistema Sequoia. Il sistema è stato attivato nell'aprile del 2009 ed è entrato nella lista TOP500 di giugno 2009 al nono posto.

## Utilizzi
Il sistema verrà utilizzato principalmente per svolgere simulazioni nucleari e rimpiazzerà i sistemi Blue Gene/L e l'ASC Purple presso i Lawrence Livermore National Laboratory. Sequoia sarà messo a disposizione anche per altri compiti scientifici come l'astronomia, lo studio delle alte energie, la genomica e i cambiamenti climatici.

## Architettura
Sequoia è basato su un'architettura Blue Gene/Q, questa architettura è un miglioramento delle precedenti architetture Blue Gene. Sarà formato da 98 304 nodi di calcolo, complessivamente utilizzerà 1.6 milioni di core e disporrà di 1.6 PB di memoria. Il sistema occuperà 96 armadi per più di 3000 piedi quadrati (circa 280 metri quadrati) di spazio occupato. I processori saranno dei sistemi POWER a 8 o 16 core, costruiti con una tecnologia a 45 nm.
Il sistema quando sarà completato consumerà 6 MWatt di potenza e avrà un'elevata efficienza energetica tenendo conto della potenza di calcolo sviluppata. Il sistema svilupperà 3000 MegaFLOPS/Watt, una efficienza 7 volte superiore a quella del Blue Gene\P e 5 volte più efficiente del sistema più efficiente nel 2008.